# Elissa Rhaïs
Elissa Rhaïs ( en hebreo: אליסה ראיס‎ ), nacida Rosine Boumendil (Blida, 12 de diciembre de 1876 - Blida, 18 de agosto de 1940) fue una escritora judeoargelina que inventó su propia biografía en pos de su carrera literaria. Sus novelas fueron populares durante unos años, pero luego se olvidaron. El interés por su obra revivió en la década de 1980, cuando se llegó a decir que todas sus publicaciones habían sido escritas por otras manos, ya que ella era analfabeta. El convento argelino en el que vistió sus primeras ropas árabes ayudó a describir un mundo exótico pero alejado de los bulos y las mentiras del momento. Su conocimiento de las redes clientelares de Argelia era escaso, pero las exponía de tal forma que parecía identificarse con su personaje.

## Biografía
Rosine Boumendil nació el 12 de diciembre de 1876 en Blida en el seno de una familia judía. Su padre, Jacob, era panadero y su madre, Mazaltov (nacida Seror) era ama de casa. Fue empleada doméstica en una familia judía desde los doce años. Más tarde, pudo asistir a la "École des Religieuses de la Doctrine Chrétienne", aunque no por mucho tiempo. Se casó a los 18 años con un rabino llamado Moïse Amar. El matrimonio tuvo tres hijos: una hija, que falleció a los once años; un hijo, Jacob-Raymond (1902-1987); y otra hija, Mireille (1908-1930). Jacob-Raymond también se convirtió en escritor y periodista, conocido como Roland Rhaïs. Fue uno de los pocos judíos que obtuvo la nacionalidad argelina tras la independencia.
Rosine Boumendil y Moïse Amar se divorciaron en 1914, pero ella se volvió a casar con un comerciante, Mordecai Chemouil. Vivían en una villa llamada Villa des Fleurs en Argel, donde ella abrió un salón literario. Se hizo conocida como narradora, afirmando que sus historias le fueron transmitidas por su madre y su abuela y, por lo tanto, formaban parte de la rica herencia popular de su región natal. Los críticos literarios, como Louis Bertrand, la animaron a enviar sus cuentos a revistas literarias.

### Carrera literaria

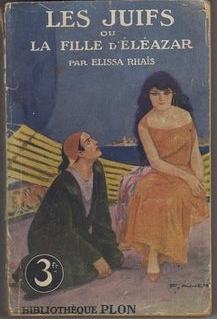
Elissa Rhais - Eleazar

En 1919 Boumendil se trasladó a París para seguir su carrera literaria. A través de una carta de presentación del crítico Louis Bertrand dirigida a René Doumic, editor de la conocida Revue des deux mondes, Boumendil pudo publicar cinco de sus cuentos. Posteriormente, su primera novela, Saada la marroquí, fue publicada por Plon, una editorial parisina, utilizando por primera vez su seudónimo, Elissa Rhaïs. Saada la marroquí fue un éxito de ventas y llegó a tener veintiséis ediciones. A partir de ese momento, Rhaïs comenzó a presentarse como una mujer musulmana que había escapado de un harén, pero se ha cuestionado cuán instrumental fue en la construcción de esta nueva personalidad, o incluso si escribió el libro y los demás que siguieron.
De 1919 a 1930, se publicaron numerosas novelas, cuentos y relatos bajo el nombre de Elissa Rhaïs, en su mayoría romances ambientados en escenarios exóticos del norte de África protagonizados por heroínas femeninas y la cultura musulmana en el período que rodeó la Primera Guerra Mundial. Algunas de sus obras reflejaban temas de actualidad: por ejemplo La riffaine (1929) fue una novela ambientada en la guerra del Rif.
Rhaïs fundó un salón literario en París, frecuentado por escritores como Colette, Paul Morand, Jean Amrouche y la actriz Sarah Bernhardt. Allí, Rhaïs vestía ropa bereber y musulmana, lo que sugiere un trasfondo exótico que se popularizó con una fascinación cultural en ese momento por todo lo " oriental ". Se pronunció en contra de la emancipación de las mujeres árabes y señaló que en Turquía había conducido a una "inmoralidad generalizada". Su popularidad en Francia decayó alrededor de 1930, lo que coincidió con la muerte de su hija y las crecientes críticas a su persona en Argelia. Rhaïs se retiró de la vida pública.
Durante la década de 1930, la popularidad de Rhaïs decayó y volvió a vivir en Blida y murió allí el 18 de agosto de 1940.

## Trabajos seleccionados

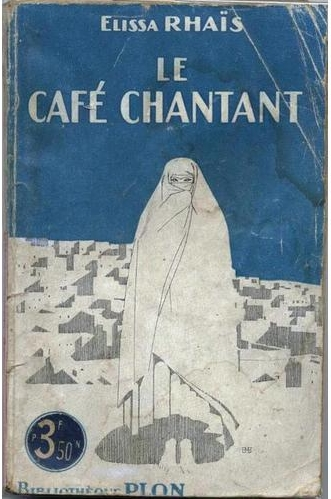
Elissa Rhais – Le Café chantant

### Novelas
- Saâda (Paris: 1919)
- Le Café chantant (Paris: 1920)
- Les Juifs ou la fille d’Eléazar (Paris: 1921)
- La Fille des pachas (Paris: 1922)
- La Fille du douar (Paris: 1924)
- La Chemise qui porte bonheur  (Paris: 1925)
- L'Andalouse (Paris: 1925)
- Le Mariage de Hanifa (Paris: 1926)
- Le Sein blanc (Paris: 1928)
- Par la voix de la musique (Paris: 1927)
- La Riffaine (Paris: 1929)
- Petits Pachas en exil (Paris: 1929)
- La Convertie (Paris: 1930)

### Teatro
- Le parfum, la femme et la prière (1933)

### Cuentos
- Enfants de Palestine in the Weekly Review (August 1931)
- Judith in Le Journal du 15 de abril de 1939 at 24 de abril de 1939

## Recepción
Sus novelas, de gran popularidad, no fueron bien acogidas por la crítica. Se las acusó de perpetuar estereotipos de la sexualidad musulmana. Sus obras fueron más populares en Francia que en Argelia, pero allí contó con el apoyo de Robert Randau ( fr ), una destacada figura literaria del país.

En ese momento había algunas dudas sobre su autenticidad, y la novelista Lucienne Favre, escribió:
“It seems that in France, we love the Moors in all conditions. This is why there is an old Jewess, a former rabbi's wife, who masquerades as an Arab, and falsely tells stories about our race and our traditions. She thus earns a lot of money, she says."

## Legado
Rhaïs ocupa un lugar importante en la literatura judeo-magrebí, como una de las primeras escritoras judeoargelinas. Sin embargo su vida ha seguido siendo fuente de intriga y fantasía en los medios, debido a la publicación de la novela Elissa Rhaïs, un roman y la posterior producción televisiva.